# Бозізіо-Парині
Бозізіо-Парині (італ. Bosisio Parini) — муніципалітет в Італії, у регіоні Ломбардія, провінція Лекко.
Бозізіо-Парині розташоване на відстані близько 510 км на північний захід від Рима, 38 км на північ від Мілана, 11 км на південний захід від Лекко.
Населення — 3476 осіб (2014).
Щорічний фестиваль відбувається 26 липня. Покровитель — Sant'Anna.

## Демографія
Населення за роками:

Станом на 1 січня 2023 року в муніципалітеті офіційно проживали 173 іноземці з 37 країн, серед них 33 громадяни країн Євросоюзу та 7 громадян України.

## Сусідні муніципалітети
- Анноне-ді-Бріанца
- Чезана-Бріанца
- Еупіліо
- Мольтено
- Роджено